# Baie de Robertson
La baie de Robertson est une baie de la Terre Victoria dans la mer de Ross en Antarctique. Elle est à proximité du cap Adare.